# Moreda de Álava
Moreda de Álava (baskisch: Moreda (Araba); offiziell: Moreda de Álava/Moreda Araba) ist ein Ort und eine Gemeinde (municipio) mit 215 Einwohnern (Stand: 2024) in der Provinz Álava in der Autonomen Gemeinschaft Baskenland im Norden Spaniens. Der Ort gehört zur Weinbauregion Rioja.

## Lage
Moreda de Álava/Moreda Araba liegt in einer Höhe von etwa 460 Metern ü. d. M. im Südosten der Provinz Álava an der Grenze zur Autonomen Gemeinschaft Navarra. Die Provinzhauptstadt Vitoria-Gasteiz liegt in etwa 65 Kilometer nordnordwestlicher Entfernung.

## Bevölkerungsentwicklung
| Jahr      | 1960 | 1970 | 1981 | 1991 | 2001 | 2011 | 2021 |
| Einwohner | 506  | 502  | 307  | 272  | 286  | 249  | 209  |

## Sehenswürdigkeiten
- Die Marienkirche (Iglesia de Santa Maria) aus dem 16. Jahrhundert wirkt von außen relativ unscheinbar, beeindruckt jedoch mit der prunken Ausstattung

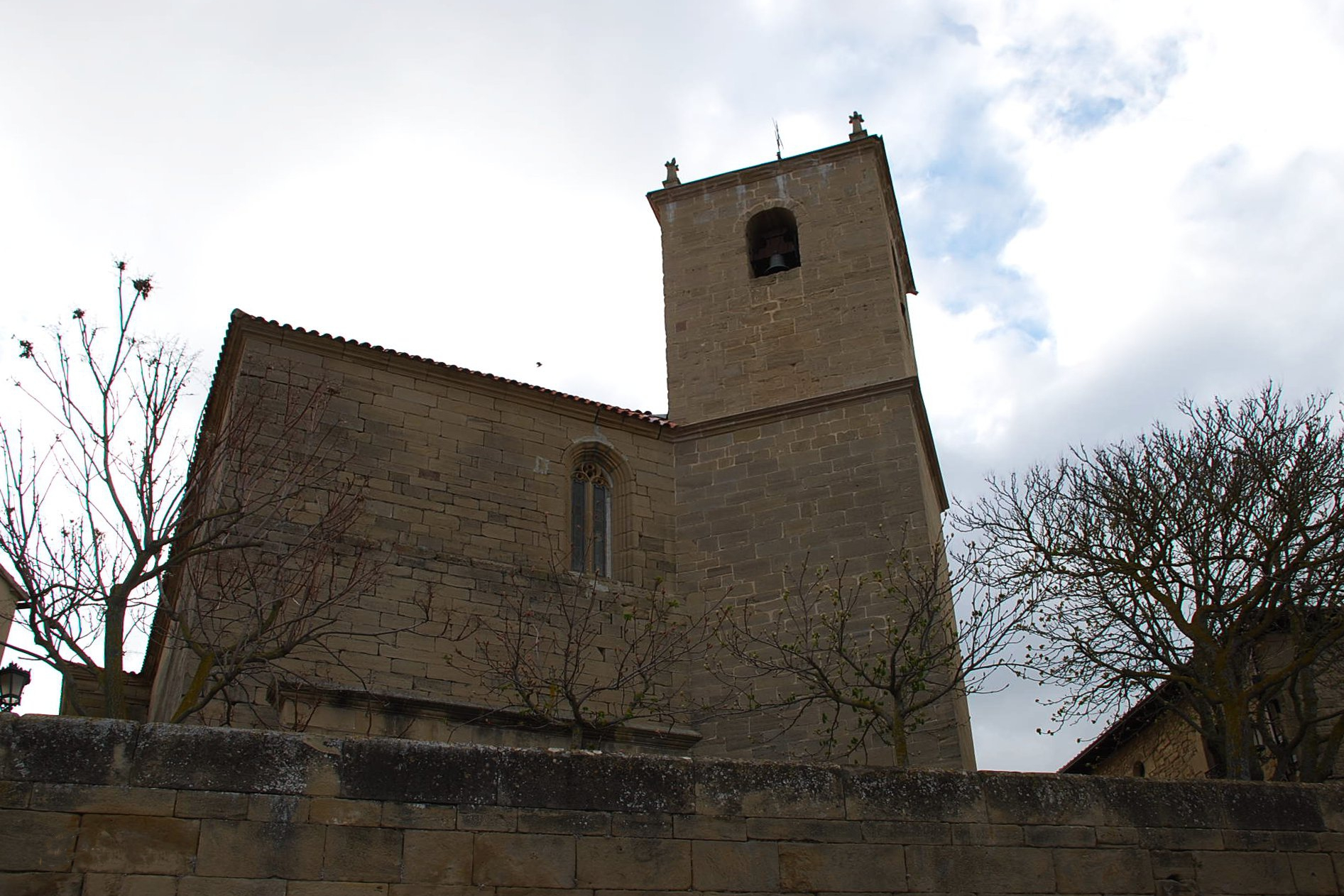
Marienkirche
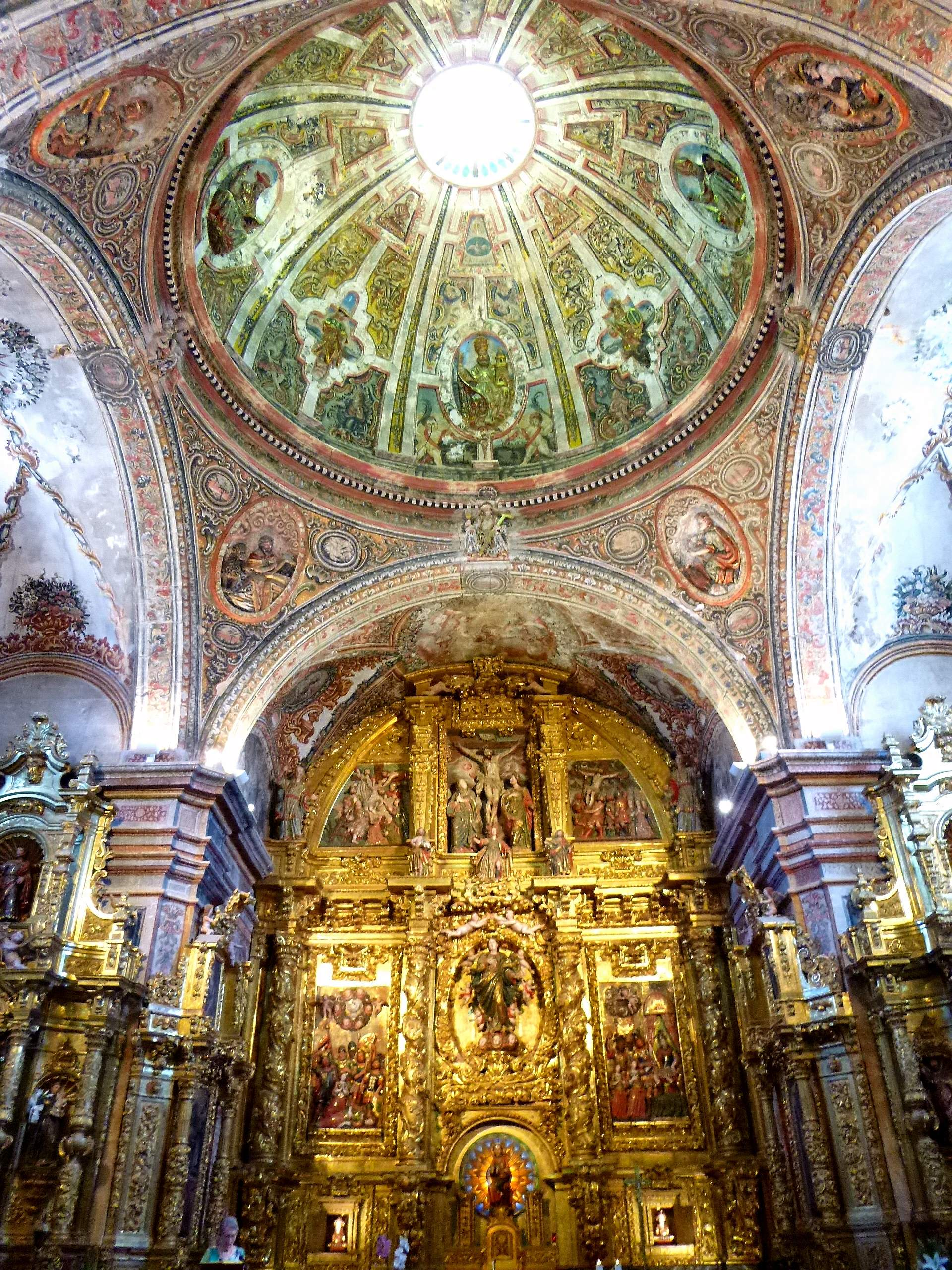
Marienkirche (innen)
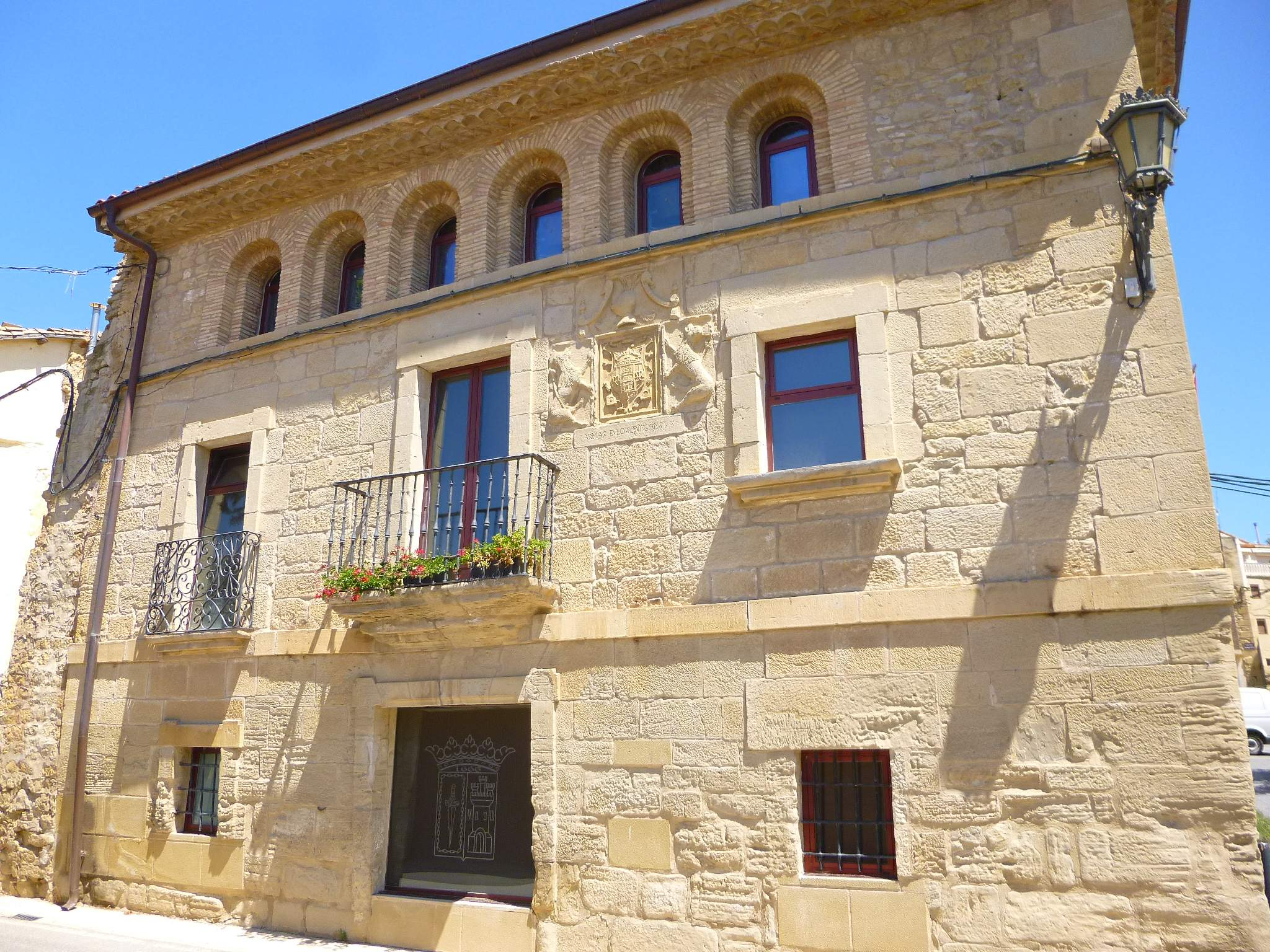
Rathaus